# Asahi no kata
Asahi no kata (朝日の方 (Triều Nhật Chi Phương) 1543 - 18 tháng 2 năm 1590) là chị em cùng cha khác mẹ của Toyotomi Hideyoshi và là vợ của Tokugawa Ieyasu, hai nhân vật nổi tiếng nhất trong lịch sử Nhật Bản. Bà cũng được biết đến với cái tên Suruga Gozen (駿河御膳 (Tuấn Hà Ngự Thiện)) và Asahi-hime (朝日姫 (Triều Nhật Cơ)), mặc dù những cái tên này không phổ biến, và mọi người thường gọi bà là "Quý nương Asahi", "Phu nhân Suruga" hay "Công chúa Asahi".
Cuộc hôn nhân đầu tiên của Asahi no kata là với Saji Hyūga no kami, nhưng khi anh trai bà là Toyotomi Hideyoshi muốn làm hòa với Tokugawa Ieyasu sau Trận Komaki và Nagakute, Hideyoshi mong muốn gả bà cho Ieyasu. Về sau, chồng bà là Saji Hyūga đã tự sát vì không muốn cản trở cuộc hôn nhân đậm mùi chính trị giữa vợ mình với Ieyasu, và bà đã kết hôn với Ieyasu ngay sau đó.
Tokugawa Ieyasu và Asahi đến thăm mẹ của bà khi bà bị bệnh năm 1589; mẹ của Asahi và Hideyoshi đã qua đời vào năm sau, và Asahi no kata cũng qua đời trong cùng năm đó. Bà được ban pháp danh là Nanmeiin.

## Gia quyến
- Thân phụ: Chikuami
- Thân mẫu: Ōmandokoro (1513 -1592)
- Anh chị em ruột: 
  - Toyotomi Hideyoshi
  - Toyotomi Hidenaga
  - Tomo, kết hôn với Soeda Jinbae
- Chồng: 
  - Saji Hyūga (m. ?? - 1586)
  - Tokugawa Ieyasu (m. 1586 -1590)